# Lonchophylla mordax
Lonchophylla mordax (Thomas, 1903) è un pipistrello della famiglia dei Fillostomidi diffuso in America centrale e meridionale.

## Descrizione

### Dimensioni
Pipistrello di piccole dimensioni, con la lunghezza della testa e del corpo tra 45 e 60 mm, la lunghezza dell'avambraccio tra 33,5 e 37,8 mm, la lunghezza della coda tra 8 e 14 mm, la lunghezza del piede tra 8 e 10 mm, la lunghezza delle orecchie tra 13 e 16 mm e un peso fino a 11 g.

### Aspetto
Le parti dorsali sono bruno-rossastre, mentre le parti ventrali sono marroni chiare. Il muso è lungo, con il labbro inferiore attraversato da un profondo solco longitudinale contornato da due cuscinetti carnosi e che si estende ben oltre quello superiore. La foglia nasale è lanceolata, ben sviluppata e con la porzione anteriore saldata al labbro superiore. Le orecchie sono corte, triangolari con l'estremità arrotondata e ben separate tra loro. Le ali sono attaccate posteriormente sulle caviglie. La coda è corta e fuoriesce con l'estremità dalla superficie dorsale dell'uropatagio. Il calcar è più corto del piede.

## Biologia

### Comportamento
Si rifugia probabilmente in piccoli gruppi all'interno di grotte e nelle cavità degli alberi.

### Alimentazione
Si nutre di polline, nettare, piccola frutta e lepidotteri.

## Distribuzione e habitat
Questa specie è diffusa in maniera discontinua nell'America centrale dalla Costa Rica fino alla Colombia sud-occidentale e all'Ecuador e nel Brasile orientale.
Vive foreste tropicali umide sempreverdi e piantagioni di banane fino a 1.000 metri di altitudine.

## Tassonomia
Sono state riconosciute 2 sottospecie:
- L.m.mordax: stati brasiliani orientali di Pará, Piauí, Bahia, Ceará, Alagoas, Minas Gerais, Goiás, Espírito Santo;
- L.m.concava (Goldman, 1914): Costa Rica sud-occidentale, Panama, Colombia nord-occidentale, centrale, sud-occidentale, Ecuador.

Gli individui della parte occidentale dello stato di Bahia e di Pernambuco sono stati trasferiti nel 2015 nella nuova specie L.inexpectata

## Conservazione
La IUCN Red List, considerato il vasto areale e la locale abbondanza, classifica L.mordax come specie a rischio minimo (Least Concern)). La sottospecie L.m.concava è considerata specie distinta e classificata come prossima alla minaccia a causa della sua rarità e dell'areale limitato.